# Karhulansaari
Karhulansaari är en ö i Finland. Den ligger i sjön Immolanjärvi och i kommunen Varkaus i den ekonomiska regionen  Varkaus ekonomiska region  och landskapet Norra Savolax, i den sydöstra delen av landet, 280 km nordost om huvudstaden Helsingfors. Öns area är 3,5 hektar och dess största längd är 280 meter i öst-västlig riktning.